# Ульріх Грауерт
Ульріх Грауерт (нім. Ulrich Grauert; нар. 6 березня 1889, Берлін — пом. 15 травня 1941, Сент-Омер) — німецький воєначальник часів Третього Рейху, генерал-полковник Люфтваффе (1940). Кавалер Лицарського хреста Залізного хреста (1940).

## Нагороди

### Перша світова війна
- Залізний хрест 2-го і 1-го класу
- Лицарський хрест королівського ордена дому Гогенцоллернів з мечами
- Нагрудний знак військового пілота (Пруссія)
- Орден Залізної Корони 3-го ступеня з військовою відзнакою (Австро-Угорщина)
- Пам'ятний знак військового пілота (Пруссія)

### Міжвоєнний період
- Почесний хрест ветерана війни з мечами
- Медаль «За вислугу років у Вермахті» 4-го, 3-го, 2-го і 1-го класу (25 років)

### Друга світова війна
- Застібка до Залізного хреста 2-го і 1-го класу
- Лицарський хрест Залізного хреста (29 травня 1940)
- Відзначений у Вермахтберіхт
- Комбінований Знак Пілот-Спостерігач в золоті з діамантами

Військова кар'єра
- 13 березня 1909 — фенріх
- 27 січня 1910 — лейтенант
- 25 лютого 1915 — оберлейтенант
- 18 серпня 1917 — гауптман
- 1 лютого 1929 — майор
- 1 жовтня 1932 — оберстлейтенант
- 1 липня 1934 — оберст
- 1 жовтня 1936 — генерал-майор
- 20 квітня 1938 — генерал-лейтенант
- 1 жовтня 1939 — генерал авіації
- 19 липня 1940 — генерал-полковник